# St. John's IceCaps
I St. John's IceCaps sono una squadra di hockey su ghiaccio dell'American Hockey League con sede nella città di St. John's, nella provincia di Terranova e Labrador. Nati nel 2011, in passato erano noti con il nome di Manitoba Moose. Disputano i loro incontri casalinghi presso il Mile One Centre e sono affiliati ai Montreal Canadiens, franchigia della National Hockey League.

## Storia

Logo fino al 2015.

Il 31 maggio 2011 Mark Chipman, imprenditore che acquisì la proprietà dei Manitoba Moose nel 2003, annunciò l'acquisto della franchigia della NHL degli Atlanta Thrashers con l'intenzione di riportare la squadra a Winnipeg per la stagione 2011-12. Pertanto la True North iniziò subito le trattative per trovare una nuova sede disponibile per accogliere i Moose, fino a concludere un accordo con la città di St. John's, capoluogo della provincia di Terranova e Labrador.
Il 10 giugno 2011 la AHL approvò ufficialmente il trasferimento della franchigia. La squadra assunse la nuova denominazione di St. John's IceCaps, divenendo subito la formazione affiliata in AHL dei nuovi Winnipeg Jets. Nella stagione 2013-2014 la squadra giunse fino alle finali della Calder Cup dove fu sconfitta per 4-1 dai Texas Stars.
Nel 2014 la proprietà della squadra penso di trasferire la franchigia AHL a Thunder Bay, in Ontario, per poter essere più vicini a Winnipeg, tuttavia nel mese di settembre fu garantito il prolungamento dell'accordo con la città fino alla stagione 2015-2016. Il 12 marzo 2015 la AHL confermò la partenza degli IceCaps' per andare a Winnipeg su base temporanea, ma anche che i Montreal Canadiens avrebbero trasferito il loro farm team degli Hamilton Bulldogs proprio a St. John's rilevando l'identità della franchigia mantenendo invariato il nome IceCaps.

### Affiliazioni
Nel corso della loro storia i St. John's IceCaps sono stati affiliati alle seguenti franchigie della National Hockey League:
- Winnipeg Jets: (2011-2015)
- Montreal Canadiens: (2015-)

## Record stagione per stagione
| Stagione           | Division | Gare | V  | S  | OTL | SOL | Punti | GF  | GS  | Piazzamento | Play-off |
| ------------------ | -------- | ---- | -- | -- | --- | --- | ----- | --- | --- | ----------- | --- |
| St. John's IceCaps |          |      |    |    |     |     |       |     |     |             | |
| 2011-12            | Atlantic | 76   | 43 | 25 | 5   | 3   | 94    | 240 | 216 | 1°          | vince 1º turno (Syracuse) 3-1 vince 2º turno (Wilkes-Barre) 4-3 perde semifinali (Norfolk) 0-4                            |
| 2012-13            | Atlantic | 76   | 32 | 36 | 3   | 5   | 72    | 195 | 237 | 5°          | |
| 2013-14            | Atlantic | 76   | 46 | 23 | 2   | 5   | 99    | 258 | 207 | 2°          | vince 1º turno (Albany) 3-1 vince 2º turno (Norfolk) 4-2 vince semifinali (Wilkes-Barre) 4-2 perde Calder Cup (Texas) 1-4 |
| 2014-15            | Atlantic | 76   | 32 | 33 | 9   | 2   | 75    | 183 | 235 | 5°          | |
| St. John's IceCaps |          |      |    |    |     |     |       |     |     |             | |
| 2015-16            | North    | 76   | 32 | 33 | 8   | 3   | 75    | 208 | 239 | 5°          | |

## Divise storiche
| Casalinga 2011-15 | Trasferta 2011-15 |

## Record della franchigia

### Singola stagione
Gol: 29  Eric O'Dell (2012-13)
Assist: 33  Jason Jaffray (2012-13)
Punti: 55  Eric O'Dell (2012-13)
Minuti di penalità: 112  Garth Murray (2011-12)
Media gol subiti: 2.41  Eddie Pasquale (2011-12)
Parate %: .911  Eddie Pasquale (2011-12)

### Carriera
Gol: 72  Eric O'Dell
Assist: 105  Jason Jaffray
Punti: 167  Jason Jaffray
Minuti di penalità: 316  Patrice Cormier
Vittorie: 55  Eddie Pasquale
Shutout: 9  Eddie Pasquale
Partite giocate: 248  Carl Klingberg

## Palmarès

### Premi di squadra
- Emile Francis Trophy: 1

2011-2012
- Richard F. Canning Trophy: 1

2013-2014